# كانسوكي ناكا
كانسوكي ناكا (22 مايو 1885 إلى 3 مايو 1965 ). روائي ياباني وكاتب مقالات . ولد في طوكيو. وكان تلميذ لناتسومي سوسيكي، الذي رتب نشر روايته الأولى، تصوير الحنين إلى الوطن لطفولة جن نو ساجي (الملعقة الفضة)، 1911-13 tr.1976 من قبل اتسوكو تيراساكي) في اساهي شيمبون. وأثني عليه من قبل تيتسورو واتسوجي ،أحد ابرز النقاد، وأيضا من قبل تشو زورين لاستعداده النادر لانتقاد القوميين اليابانيين. كما كتب اينو ("الكلب"، 1922)، وروكان (شعر، 1935). من 1926-1932 كان يعيش في هيراتسوكا، لكنه قضى معظم حياته في طوكيو بعيدا عن اخلاء لمقاطعة شيزوكا خلال الحرب العالمية الثانية. تزوج كازوكو شيمادا في عام 1942.